# The March of Time (filme)
The March of Time é o título de um filme musical inédito de 1930, dirigido por Charles Reisner. O filme foi originalmente programado para ser lançado em setembro de 1930 pela Metro-Goldwyn-Mayer, mas foi arquivado. O Filme teria sido um dos muitos musicais parcialmente filmados em duas cores Technicolor.

## Produção
O filme inacabado foi originalmente intitulado Hollywood Revue de 1930 e foi concebido pelo produtor Harry Rapf como uma continuação do The Hollywood Revue da MGM de 1929, que ele também produziu. O filme foi renomeado The March of Time, pois consistia em três seções que apresentavam artistas anteriores do palco e do circuito de vaudeville, artistas atuais e artistas promissores. A produção começou no outono de 1929, mas em outubro de 1930 a MGM decidiu arquivar o projeto, pois o interesse por musicais ou revistas musicais havia diminuído.

## Elenco
- Joe Weber e Lew Fields (da equipe de comédia de Weber e Fields)[3]
- Gus Edwards
- Fay Templeton
- Maria Dressler
- Van e Schenck
- DeWolf Hopper Sr.
- Buster Keaton
- Albertina Rasch e seus dançarinos
- Polly Moran
- Cliff Edwards
- Benny Rubin
- Ramon Novarro
- Bing Crosby
- The Duncan Sisters
- Barney Fagan
- Raquel Torres

## Performances
- Ramon Novarro Cantando "Long Ago in Alcala"[3]
- Bing Crosby Cantando "Poor Little G-String"
- As Irmãs Duncan Cantando "Graduation Day"
- Barney Fagan realizando uma rotina de sapatos macios
- Raquel Torres interpretando "The Story of An Old Spanish Clock"